# Mujer con loro
Mujer con loro es una pintura al óleo realizada por el pintor Gustave Courbet en el año 1866 con unas medidas de 129,5 x 195,6 cm y que forma parte de la colección de arte del Museo Metropolitano de Arte de Nueva York.

## Descripción
La pintura se encuentra firmada y fechada en la parte izquierda inferior: "66 / Gustave Courbet".
Foucart consideró esta obra como «el más elaborado y el más complejo de los desnudos de Courbet". La joven aparece tumbada sobre unas sábanas blancas que impiden parcialmente contemplar la entrepierna, en una postura dibujada en perspectiva que acentúa su belleza. El cabello castaño despeinado refuerza el erotismo de la composición, en la que el fondo queda en penumbra para contrastar su silueta.
La obra fue expuesta en el Salón de París de 1866 con el nombre de La femme au Perroquet y consiguió bastante éxito, quizá porque no se alejaba de los desnudos académicos y del erotismo idealizado de la muestra como se aprecia en El nacimiento de Venus de Alexandre Cabanel o Las Bañistas de Bouguereau. Fue el primer desnudo del artista aceptado por el Salón, después de que uno que presentó en 1864 fuera rechazado por indecente. Si bien para ganarse la aceptación de la Academia cuidó de seguir las normas en el tono de piel y pose, la ropa descartada y la melena despeinada causaron controversia. Sin embargo, obtuvo el favor de la generación de pintores más jóvenes; Manet comenzó una versión de la obra ese mismo año, y Cezánne llevaba una fotografía de la pintura en su billetera.